# A Message from Home
A Message from Home è un cortometraggio muto del 1913 diretto da E.A. Martin.

## Produzione
Il film fu prodotto dalla Selig Polyscope Company.

## Distribuzione
Distribuito dalla General Film Company, il film - un cortometraggio di una bobina - uscì nelle sale cinematografiche statunitensi il 27 novembre 1913.